# یان لارشن
یان لارشن (انگلیسی: John Larsen; ۲۷ اوت ۱۹۱۳ – ۵ اوت ۱۹۸۹) تیرانداز اهل نروژ بود.
وی در مسابقات کشوری و بین‌المللی در مجموع برندهٔ ۸ مدال طلا، ۱ مدال نقره، ۱ مدال برنز شده‌است.